# 踏莎行·燕燕轻盈
《踏莎行·燕燕轻盈》，南宋词人姜夔的词作，写于丁未元日，即1187年（宋孝宗南宋淳熙十四年）正月初一日。

## 诗词原文
|  | 燕燕轻盈，莺莺娇软，分明又向华胥见。 夜长争得薄情知？春初早被相思染。 别后书辞，别时针线，离魂暗逐郎行远。 淮南皓月冷千山，冥冥归去无人管。 |

## 背景
1187年（宋孝宗南宋淳熙十四年）正月初一日，姜夔32岁，自沔（今湖北汉阳）顺江东下，到达金陵（今江苏省南京市），在长江上感梦而作。

## 评价
人间词话：“白石之词，余所最爱者，亦仅二语，曰：'淮南皓月冷千山，冥冥归去无人管。'”